# Katedra św. Brendana w Loughrea
Katedra św. Brendana w Loughrea (ang. St. Brendan's Cathedral) – katedra rzymskokatolicka w Loughrea. Główna świątynia diecezji Clonfert. Mieści się przy Abbey Street.
Budowa świątyni rozpoczęła się w 1897, zakończyła się w 1902, konsekrowana w 1902. Reprezentuje styl neogotycki. Zaprojektowana przez architekta Williama Byrne'a. Posiada wieżę.